# Municipio de Sutton (Ohio)
El municipio de Sutton (en inglés: Sutton Township) es un municipio ubicado en el condado de Meigs en el estado estadounidense de Ohio. En el año 2010 tenía una población de 3140 habitantes y una densidad poblacional de 38,43 personas por km².

## Geografía
El municipio de Sutton se encuentra ubicado en las coordenadas 39°0′17″N 81°54′41″O / 39.00472, -81.91139. Según la Oficina del Censo de los Estados Unidos, el municipio tiene una superficie total de 81.71 km², de la cual 80,71 km² corresponden a tierra firme y (1.22 %) 1 km² es agua.

## Demografía
Según el censo de 2010, había 3140 personas residiendo en el municipio de Sutton. La densidad de población era de 38,43 hab./km². De los 3140 habitantes, el municipio de Sutton estaba compuesto por el 97,9 % blancos, el 0,35 % eran afroamericanos, el 0,13 % eran amerindios, el 0,1 % eran asiáticos, el 0,1 % eran de otras razas y el 1,43 % eran de una mezcla de razas. Del total de la población el 0,41 % eran hispanos o latinos de cualquier raza.